# シュビドゥビ☆スイーツタイム/勇気が君を待ってる
「シュビドゥビ☆スイーツタイム/勇気が君を待ってる」（シュビドゥビスイーツタイム/ゆうきがきみをまってる）は、宮本佳那子/駒形友梨のシングル。2017年8月23日にマーベラスから発売された。

## 概要
テレビアニメ『キラキラ☆プリキュアアラモード』の主題歌・挿入歌を収録したスプリット・シングル。後期エンディングテーマの「シュビドゥビ☆スイーツタイム」は前期から引き続き宮本佳那子が、挿入歌の「勇気が君を待ってる」はオープニングテーマ「SHINE!! キラキラ☆プリキュアアラモード」を歌っている駒形友梨が、それぞれ担当している。
前作同様DVD付属盤と通常盤の2種類が発売され、DVD付属盤には後期バージョンのオープニングとエンディングのノンテロップムービーが収録されている。エンディングの振り付けは前期エンディングに引き続き振付稼業air:manが担当している。また、初回限定封入特典としていずれの盤にもジャケットサイズ・ステッカーが同梱されている。CDジャケットには、DVD付属盤には6人のプリキュアが、通常版はそれに加えて妖精のペコリンが描かれている。

## 収録曲

### CD
1. シュビドゥビ☆スイーツタイム
歌：宮本佳那子
作詞・作曲・編曲：R・O・N
  - テレビアニメ『キラキラ☆プリキュアアラモード』後期エンディングテーマ
2. 勇気が君を待ってる
歌：駒形友梨
作詞・作曲：motokiyo、編曲：菊谷知樹
  - テレビアニメ『キラキラ☆プリキュアアラモード』挿入歌
3. シュビドゥビ☆スイーツタイム（オリジナル・メロディー入り・カラオケ／オリジナル・カラオケ）
CD+DVD盤はオリジナル・メロディー入り・カラオケ、通常盤はオリジナル・カラオケという仕様になっている。
4. 勇気が君を待ってる（オリジナル・メロディー入り・カラオケ／オリジナル・カラオケ）
CD+DVD盤はオリジナル・メロディー入り・カラオケ、通常盤はオリジナル・カラオケという仕様になっている。

### DVD（CD+DVD盤のみ同梱）
1. オープニング「SHINE!! キラキラ☆プリキュアアラモード」後期版ノンテロップ映像
2. エンディング「シュビドゥビ☆スイーツタイム」ノンテロップ映像